# Endotheelcelanergie

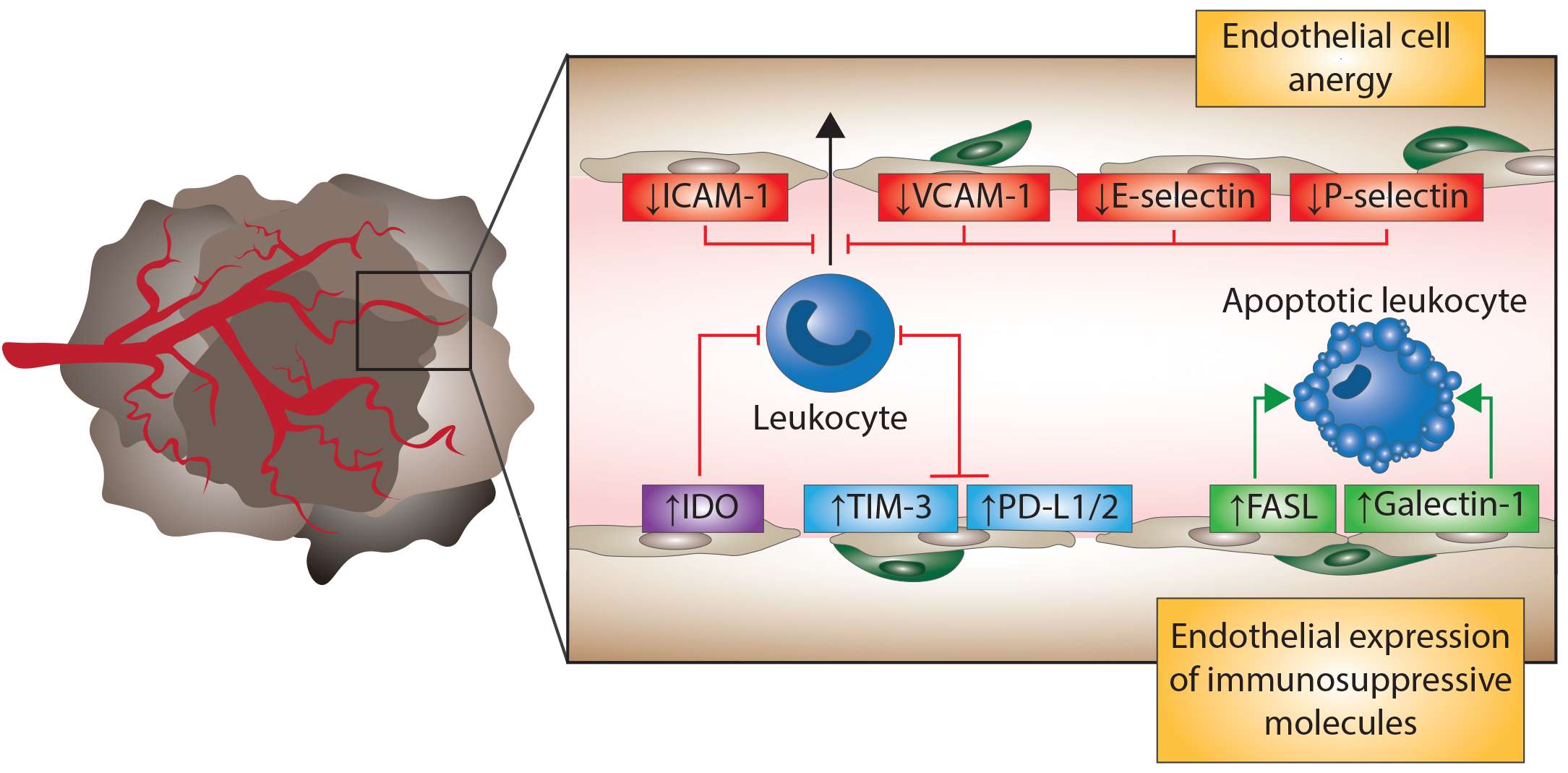
Immuunonderdrukkingsmechanismen in bloedvaten. Tumorendotheelcelanergie wordt gekenmerkt door de onderdrukking van endotheeladhesiemoleculen, zoals ICAM-1, VCAM-1 en E-selectine. Er zijn nog andere immuunsuppressiemechanismen in de tumorvasculatuur, zoals verhoogde expressie van immuuncheckpointmoleculen, bijvoorbeeld PD-L1 en IDO, die de functie van leukocyten onderdrukken. Bovendien brengt de tumorvasculatuur moleculen tot expressie, zoals FASL en galectine-1, die celdood kunnen veroorzaken in leukocyten

Endotheelcelanergie treedt op tijdens het proces van angiogenese, waarbij endotheelcellen, de cellen die de binnenkant van bloedvaten bekleden, niet langer kunnen reageren op inflammatoire cytokines. Deze cytokines zijn nodig om de expressie van celadhesiemoleculen te induceren om leukocytinfiltratie vanuit het bloed in het weefsel mogelijk te maken op plaatsen van ontsteking, zoals een tumor. Het niet meer kunnen expresseren van celadhesiemoleculen beschermt de tumor tegen het immuunsysteem en is het resultaat van blootstelling aan angiogene groeifactoren. Naast endotheelcelanergie zijn er meer vasculaire mechanismen die bijdragen aan het ontsnappen aan immuniteit, zoals de expressie van immuuncheckpointmoleculen (bijv. PD-L1 /2) en eiwitten die celdood kunnen induceren in leukocyten (Fas-ligand en galectine-1). Endotheelcel anergie werd in 1996 ontdekt in het Angiogenese Laboratorium, dat wordt geleid door Arjan W. Griffioen en momenteel is gevestigd in Amsterdam UMC.
De vorming van een leukocyteninfiltraat op ontstekingsplaatsen is afhankelijk van de interactie van leukocyten in het bloed met de vaatwand. Deze interactie en extravasatie van leukocyten wordt gemedieerd door celadhesiemoleculen op zowel leukocyten als endotheel. De endotheelcellen brengen normaal gesproken lage niveaus van adhesiemoleculen tot expressie, maar op plaatsen van ontsteking komen deze adhesiemoleculen tot expressie door de blootstelling aan inflammatoire cytokines, zoals interleukine 1, interferon-gamma en tumornecrosefactor-alfa.
Endotheelcelanergie werd voor het eerst beschreven in 1996 toen werd aangetoond dat endotheelcellen in een tumor niet in staat zijn om de expressie van adhesiemoleculen op te reguleren, zoals gezien voor intercellulair adhesiemolecuul-1 (ICAM-1, CD54), vasculair celadhesiemolecuul-1 (VCAM-1, CD106) en E-selectine (CD62E), als gevolg van blootstelling aan angiogene stimulatie door bijvoorbeeld vasculaire endotheliale groeifactor (VEGF) of fibroblastgroeifactor (FGF). Het resultaat van endotheelcelanergie in een tumor is dat leukocyten de tumor niet kunnen bereiken, wat resulteert in een belemmering van de anti-tumor immuunrespons. Naast de inductie van endotheelcelanergie, is voortgaande angiogenese immunosuppressief op meerdere niveaus.
Terwijl deze vorm van immuunsuppressie wordt gemedieerd door angiogene stimulatie, werd aangetoond dat anti-angiogene therapie endotheelcelanergie kan omkeren, leukocyten in staat kan stellen tumoren te infiltreren en antitumorimmuniteit kan stimuleren. Het overwinnen van endotheelcelanergie ligt ten grondslag aan het huidige succes van de klinische behandeling van kanker met een combinatie van anti-angiogene therapie en immunotherapie, voornamelijk immuuncheckpointblokkade.
Er is gesuggereerd dat anergie van endotheelcellen ook optreedt tijdens de embryonale stadia om een efficiënte ontwikkeling van het embryo mogelijk te maken onder immuunstille omstandigheden en om het embryo te beschermen tegen de maternale immuunrespons. Tumoren hebben dit proces gekopieerd om te kunnen groeien onder met hulp van door endotheelcellen gemedieerde immuunsuppressie.